# Ryasjön (Långaryds socken, Småland, 632872-134985)
Ryasjön är en sjö i Hylte kommun i Småland och ingår i Nissans huvudavrinningsområde. Sjön har en area på 0,0458 kvadratkilometer och ligger 152,1 meter över havet.

## Delavrinningsområde
Ryasjön ingår i det delavrinningsområde (632645-135017) som SMHI kallar för Ovan Träppjaån. Medelhöjden är 156 meter över havet och ytan är 102,8 kvadratkilometer. Räknas de 98 avrinningsområdena uppströms in blir den ackumulerade arean 1 338,45 kvadratkilometer. Avrinningsområdets utflöde Nissan mynnar i havet. Avrinningsområdet består mestadels av skog (67 procent) och jordbruk (12 procent). Avrinningsområdet har 0,35 kvadratkilometer vattenytor vilket ger det en sjöprocent på 0,3 procent. Bebyggelsen i området täcker en yta av 5,72 kvadratkilometer eller 6 procent av avrinningsområdet.